# Wele-Nzas
Wele Nzas é uma província da Guiné Equatorial. Sua capital é a cidade de Mongomo.

## Geografia
A província possui uma área total de 5.478 km².
O principal rio da província é o rio Benito (ou Mbini), nasce do Gabão, adentra a província próximo ao vilarejo de Asoc, corta a província de leste para oeste, percorre a divisa de Wele Nzas com a província de Centro Sur e continua seu percurso até desaguar no Oceano Atlântico.

### Limites
- Kie Ntem ao norte;
- Gabão - provincia de Woleu-Ntem a leste e sul;
- Centro Sur a oeste.

## Demografia
| Censos | População |
| ------ | --------- |
| 1983   | 51.839    |
| 1994   | 62.458    |
| 2001   | 157.980   |

De acordo com o censo de 2001, existiam na província 77.193 homens e 80.787 mulheres.

## Municípios
A Província está subdividida em 6 municípios:
| município  | população (2001) |
| ---------- | ---------------- |
| Mongomo    | 53.510           |
| Nsork      | 16.037           |
| Añisok     | 40.395           |
| Aconibe    | 20.105           |
| Mongomeyen | 15.644           |
| Ayene      | 12.289           |